# Львовский процесс (1936)
Льво́вский проце́сс (укр. Львівський процес) — судебный процесс над членами ОУН по поводу убийства ими комиссара консульства СССР во Львове Майлова (22 октября 1933), директора Львовской академической гимназии Ивана Бабия (25 июля 1934) и студента Якова Бачинского, а также несостоявшегося покушения на подкомиссара львовской тюрьмы Кособудзкого. Львовский процесс прошёл 25 мая — 26 июня 1936 года. Этот процесс был продолжением Варшавского процесса. Перед судом предстали 27 человек.
Подсудимых защищали 12 лучших галицких адвокатов.

## Приговор
Приговор выглядел так:
- Степан Бандера и Роман Мигаль — пожизненное тюремное заключение (двойное пожизненное);
- 5 подсудимых получили по 15 лет тюремного заключения;
- двух оправдали за недоказанностью обвинения и освободили в зале суда;
- 14 подсудимых в сумме получили 65 лет заключения:

- Александр Пашкевич — 5 лет.

Впоследствии были арестованы Роман Шухевич, Ярослав Стецько, Иосиф Мащак, Владимир Янов и другие.

## Последствия
Львовский процесс ослабил ОУН перед Второй мировой войной и усугубил раскол внутри неё, хотя организация и продолжила работу.

### На украинском языке
- Мірчук П. Нарис історії Організації Українських Націоналістів. — Мюнхен – Лондон – Нью-Йорк, 1968. — Т. 1.
- Довідник з історії України. — Киев, 1993. — Т. 1.

### На польском языке
- Władysław Żeleński. Zabójstwo ministra Pierackiego. — Institut Literacki. — 1973. — Т. 233. — 103 с. — (Biblioteka "Kultury").